# Habitatge al carrer Principal, 8 (Esponellà)
L'Habitatge al carrer Principal, 8 és una obra d'Esponellà (Pla de l'Estany) inclosa a l'Inventari del Patrimoni Arquitectònic de Catalunya.

## Descripció
Conjunt edificat que ocupa el tram esquerre final del carrer principal del nucli, que dona accés a la placeta de Centenys. Presenta tres volums diferenciats, amb crugies paral·leles. La façana principal present aporta dovellada amb arc de mig punt en el volum central, que té planta baixa i un pis. A la dreta hi ha un volum de planta baixa i dos pisos. Presenta una interessant finestra gòtica al primer pis. El volum de l'esquerra també té la mateixa distribució de plantes i no té gaires elements d'interès.